# El abominable hombre de la Costa del Sol
El abominable hombre de la Costa del Sol es una película española del género de comedia del año 1969, dirigida por Pedro Lazaga y protagonizada por Juanjo Menéndez, Paca Gabaldón, La Polaca, Mónica Randall y George Rigaud.

## Sinopsis
Federico es un joven aristócrata poco agraciado, aburrido y torpe, al que su prometida Cecilia nunca ha visto en persona, pero al que imagina e idealiza como a un héroe épico y romántico, a la altura de Cristóbal Colón, Don Juan Tenorio, Don Quijote de la Mancha, Marco Antonio, etc. El padre de Federico, al ver que su hijo no encaja en ningún sitio, decide hacer de él un hombre de mundo y le consigue trabajo de relaciones públicas en un importante hotel de la Costa del Sol. Allí Federico experimentará una inesperada transformación.

## Reparto
- Juanjo Menéndez como Federico, marqués de Urbión
- Paca Gabaldón (Mary Francis) como Cecilia
- La Polaca como Irma Palacios
- Mónica Randall como Sofía
- Jorge Rigaud como Duque de Puentelarra, padre de Federico
- Margot Cottens como Mrs. Bell
- Rafaela Aparicio como Flora, camarera del hotel
- Guillermo Marín como Enrique, empresario amigo del duque
- Doris Coll como Tere, amiga del duque en sala de fiestas
- Carlos Mendy como Joaquín, director del hotel
- Adriano Domínguez como Peña, ayudante del director
- María Saavedra como Mabel, secretaria
- Ricardo Merino como Cirujano plástico
- Marie Claire como Nuria, clienta tenista
- Antonio Queipo como Rector
- Ana María Mendoza como Marina, secretaria
- Maribel Sáez como Ivonne, secretaria
- Karolin Karol como Conchita, Sra. de Maiquez
- Francisco Camoiras como Antolín, cocinero del hotel
- Charles Stalnaker (Charles Starnaker) como Eduardo, Sr. de Maiquez
- Peggy Spielvogel como Helga
- Alejandro de Enciso como D. Mejías
- Rod Mafry como Alí, secretario del emir
- Ángel Martín como Paco
- Alfonso Geis como Emir
- Juan Carlos Cachavera como Capitán Centellas
- Enrique Quejido como Avellaneda
- Gordon Bland como Jim
- Tony Moro como Cantante de orquesta
- Los Archiduques como orquesta de Tony Moro
- Tino Casal como músico de la orquesta que toca la pandereta